# Kallima sylvia
Kallima sylvia är en fjärilsart som beskrevs av Pieter Cramer 1776. Kallima sylvia ingår i släktet Kallima och familjen praktfjärilar. Inga underarter finns listade i Catalogue of Life.